# Nematus stramineipes
Nematus stramineipes är en stekelart som först beskrevs av Lindqvist 1957.  Nematus stramineipes ingår i släktet Nematus, och familjen bladsteklar. Arten är reproducerande i Sverige.